# 門登鎮區 (密蘇里州沙里頓縣)
門登鎮區（英語：Mendon Township）是位於美國密蘇里州沙里頓縣的一個行政鎮區。

## 地方資料
門登鎮區的面積為96.15平方千米，當中陸地面積為91.33平方千米，而水域面積為4.82平方千米。根據2020年美國人口普查的數據，當地共有人口291人，而人口密度為每平方千米3.03人。